# 新光大桥
新光大桥位于中华人民共和国廣東省广州市，是新光快速路上跨越珠江后航道（主航道）的特大桥。
大桥总长1083米，主桥长782米，为三跨连续钢架拱桥。桥宽37.62米，包括24米车道，及两侧各3米人行道，造价4.12亿元。工程于2004年1月动工建设，2006年9月底建成，至次年1月20日通车。